# Hongjiang

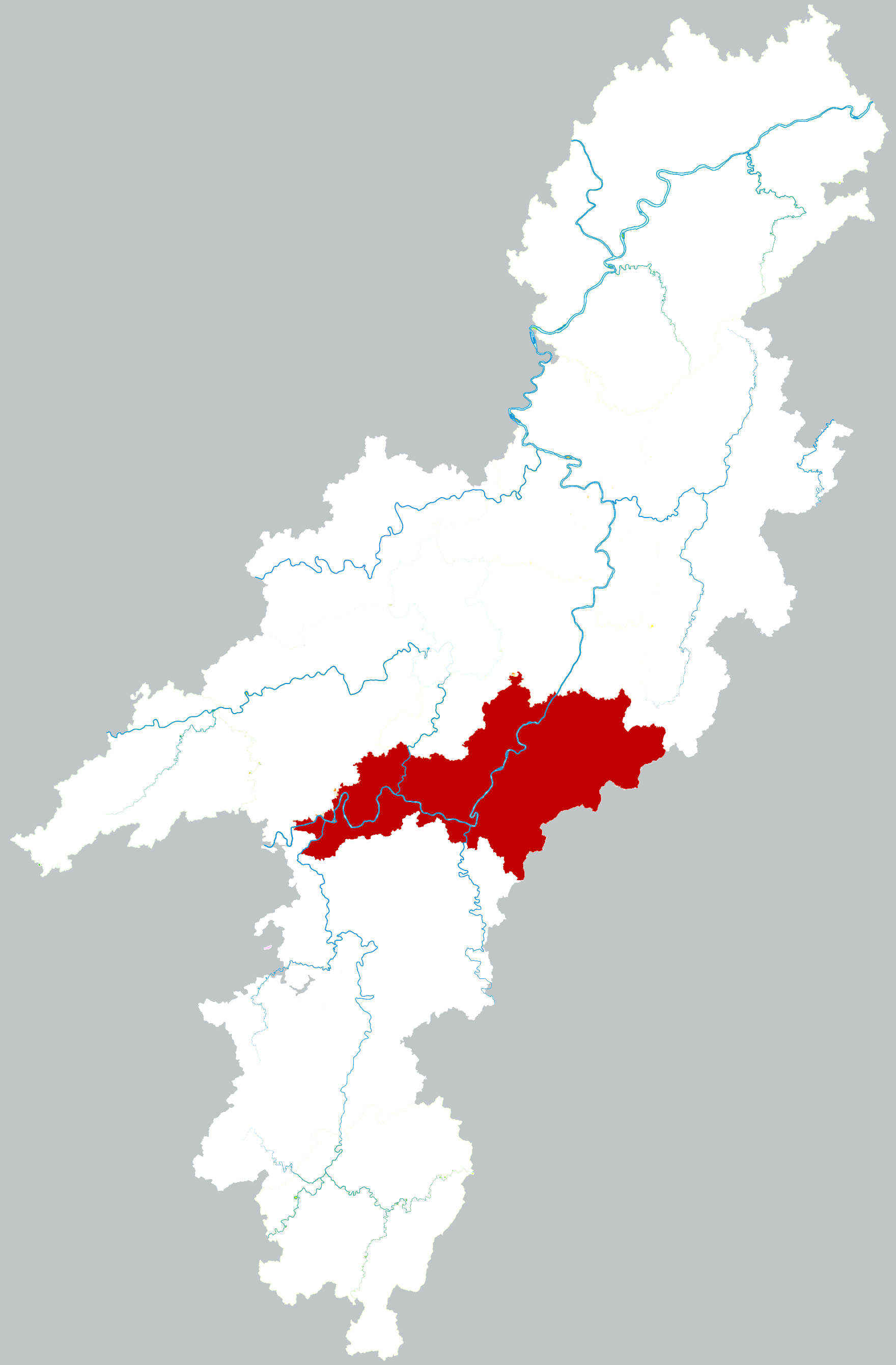
Lage der vereinigten Stadt Hongjiang in Huaihua

Hongjiang (chinesisch 洪江市, Pinyin Hóngjiāng Shì) ist eine kreisfreie Stadt in der südlichen Provinz Hunan der Volksrepublik China. Sie gehört zum Verwaltungsgebiet der bezirksfreien Stadt Huaihua. Hongjiang hatte bei der Volkszählung 2020 341.706 Einwohner.

## Konflikt um die Fusion der Stadt Hongjiang mit dem Kreis Qianyang 1997
Vor dem Jahr 1997 bestand auf dem Gebiet der späteren Stadt Hongjiang der Kreis Qianyang (黔阳县). Mit Wirkung vom 29. November 1997 wurde der Kreis Qianyang aufgelöst und in die benachbarte kreisfreie Stadt Hongjiang eingegliedert. Diese Fusion entsprach jedoch offenkundig nicht dem Willen der Bevölkerung der früheren Stadt Hongjiang, die sich in der neuen vereinigten Stadt stark benachteiligt wähnte. Fast sämtliche Posten der neuen Stadt lagen dem Vernehmen nach in den Händen von Funktionären des früheren Kreises Qianyang. Im Jahr 1998 beschloss die Stadtregierung der neuen Stadt Hongjiang, das Gebiet der früheren Stadt Hongjiang (in den Grenzen vor 1997) in Form einer „Großgemeinde Xiongxi“ (雄溪镇) administrativ zu reorganisieren. Dies vermittelte den Bewohnern der früheren Stadt Hongjiang zusätzlich das Gefühl, von einer selbstständigen Stadt zu einer Großgemeinde degradiert worden zu sein. Es kam zu öffentlichen Unruhen, wie sie selten im autoritären Staatsgefüge Chinas beobachtet werden können, in deren Folge öffentliches Eigentum durch wütende Bürger beschädigt wurde. Angesichts der monatelang anhaltenden Proteste wusste sich die Provinzregierung Hunans nicht anders zu helfen, als dass sie 1999 auf dem Gebiet der früheren Stadt Hongjiang ein spezielles Verwaltungsgebiet Hongjiang (洪江管理区) einrichtete. 2002 wurde dieses Gebiet direkt der Stadt Huaihua unterstellt, also quasi wieder aus der vereinigten Stadt Hongjiang ausgegliedert. Damit gab es sowohl die Stadt Hongjiang (vor 1997 Kreis Qianyang), als auch das Verwaltungsgebiet Hongjiang (vor 1997 Stadt Hongjiang). Die 57.004 Einwohner (2020) des Verwaltungsgebiets Hongjiang waren damit gewissermaßen der ungeliebten Ehe mit Qianyang entkommen, mussten aber dafür gravierende Nachteile in Kauf nehmen. Da der Staatsrat die Wiederauflösung der Fusion nicht genehmigt hatte (dies wurde von der Provinzregierung wohl auch gar nicht erst beantragt) existierte das Verwaltungsgebiet Hongjiang für die Behörden in Peking gar nicht. Seine Bewohner konnten keine staatlichen Leistungen in Anspruch nehmen, sie hatten keine gewählte Selbstverwaltung etc. Für die ehemalige Stadt Hongjiang bedeutete die Entwicklung einen wirtschaftlichen Niedergang. Während die Stadt 1997 in puncto Steuerleistung noch an erster Stelle der damals 12 Kreise und Städte in Huaihua gestanden hatte, war das BIP des Verwaltungsgebiets Hongjiang im Jahr 2014 das niedrigste von allen 13 Kreisen und Städten in Huaihua.
Die amtlichen Angaben zur Fläche Hongjiangs beziehen sich wohl immer noch auf die vereinigte Stadt Hongjiang.